# بول ماتيولي
بول ماتيولي (بالفرنسية: Paul Matteoli)‏ كانت دراج فرنسية.

## روابط خارجية
- بول ماتيولي على موقع أرشيف الدراجات (الإنجليزية)
- بول ماتيولي على موقع إحصائيات الدراجات الإحترافية (الإنجليزية)